# Batalion ON „Chełm”

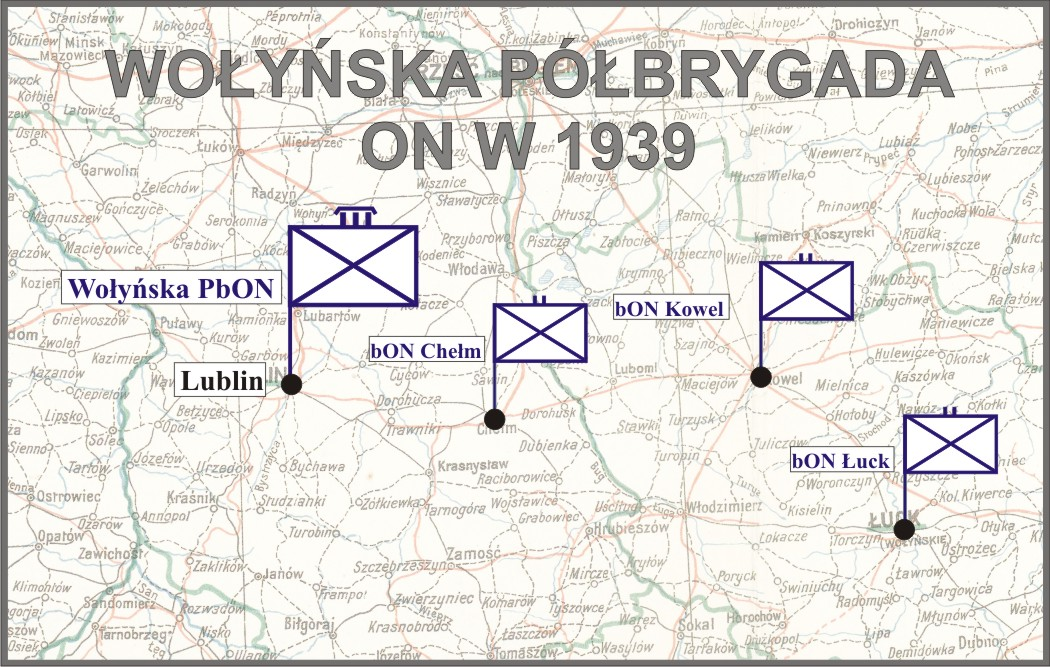
Wołyńska Półbrygada ON

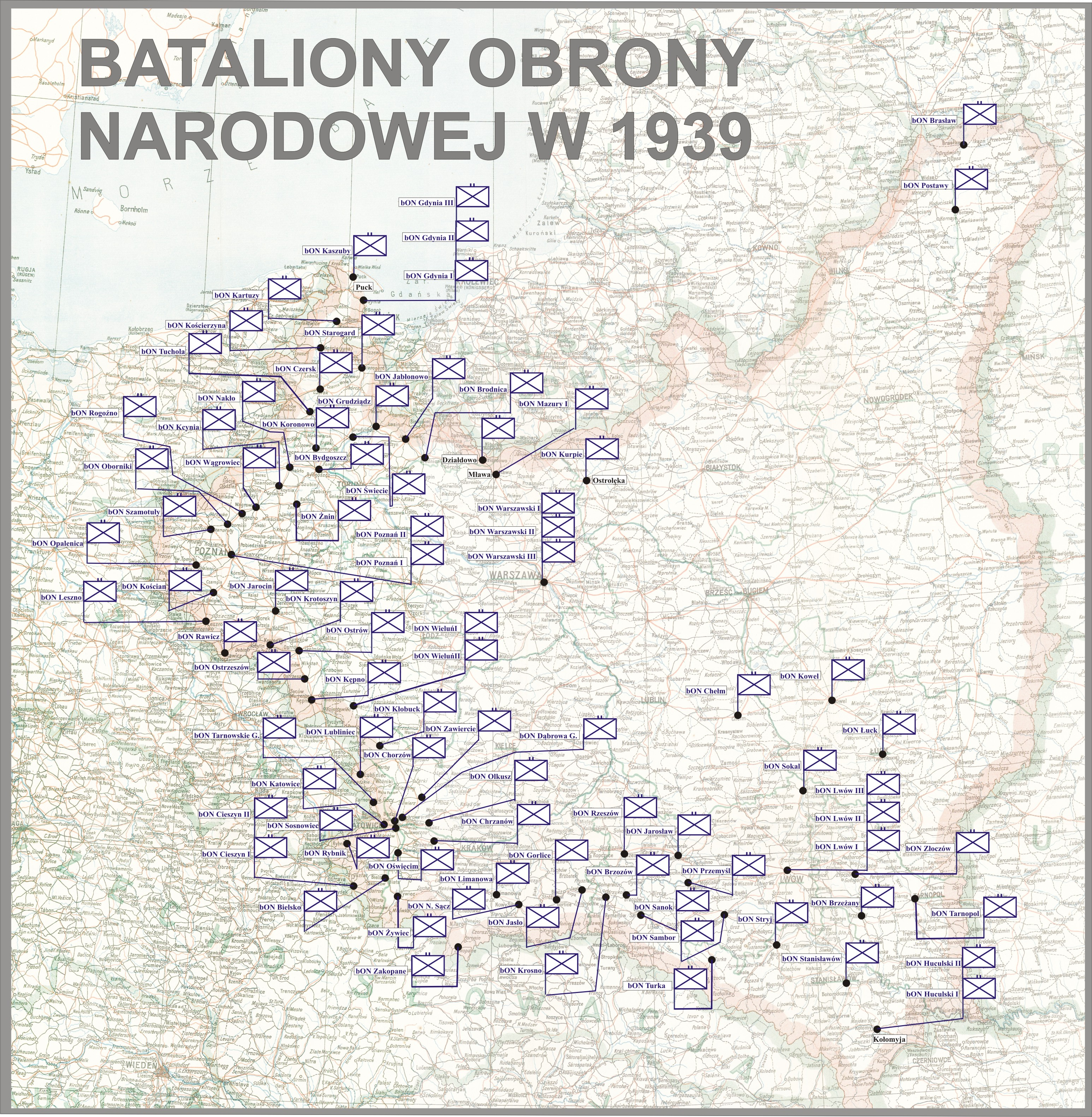
Obrona Narodowa w 1939

Chełmski Batalion Obrony Narodowej (batalion ON „Chełm”) – pododdział piechoty Wojska Polskiego II Rzeczypospolitej.

## Formowanie i zmiany organizacyjne
Pododdział sformowany został w 1938 w Chełmie, w składzie Wołyńskiej Półbrygady ON według etatu batalionu ON typ I.
Jednostką administracyjną i mobilizującą dla Chełmskiego batalionu ON był 7 pułk piechoty Legionów w Chełmie.
Po przeprowadzeniu mobilizacji w batalionie pełnić mieli służbę żołnierze rezerwy najstarszych roczników i żołnierze pospolitego ruszenia oraz młodzież przedpoborowa. Z tego powodu dla batalionu nie przewidywano żadnych zadań bojowych. Miał on pełnić służbę wartowniczą i ochronną na tyłach Armii „Polesie”.
Podczas drugiego przydziału broni dla formacji Obrony Narodowej w lipcu-sierpniu 1939 batalion otrzymał 90 sztuk karabinów Berthier wraz z 2700 szt. amunicji do nich, 9 sztuk lkm Bergmann wz.1915 wraz z 4500 sztuk amunicji do nich. Do końca nie jest pewne ile batalion otrzymał lkm, ile zdał do napraw lub ze względu na zużycie, przed rozpoczęciem działań wojennych. Wiadomo, że przed wybuchem wojny posiadał ich 6 sztuk. 

## Chełmski batalion ON w kampanii wrześniowej
W kampanii wrześniowej walczył w składzie Grupy płk Mariana Ocetkiewicza, która z kolei wchodziła w skład 19 Brygady Piechoty Kombinowanej Dywizji gen. Jerzego Wołkowickiego.

## Obsada personalna
Obsada personalna batalionu w marcu 1939 roku:
- dowódca batalionu – kpt. adm. (piech.) Dubiński Józef (*)[b]
- dowódca 1 kompanii ON „Chełm” – por. Antoni Józef Pawlus (*)[b]
- dowódca 2 kompanii ON „Luboml” – por. kontr, piech. Władysław Orlik (*)[b]

Obsada personalna
- dowódca - kpt. Franciszek Majlich, kpt Józef Dubiński[5]
- dowódca 1 kompanii ON „Chełm” – por. Antoni Józef Pawlus
- dowódca 2 kompanii ON „Luboml” – por. Władysław Orlik
- dowódca 3 kompanii ON „Kraśnik”– NN[6]